# Stomatium braunsii
Stomatium braunsii är en isörtsväxtart som beskrevs av L. Bol. Stomatium braunsii ingår i släktet Stomatium och familjen isörtsväxter. Inga underarter finns listade i Catalogue of Life.